# Волков Григорій Гаврилович
Григорій Гаврилович Волков (1905 — ?) — радянський партійний діяч, 2-й секретар Кам'янець-Подільського обласного комітету КП(б)У.

## Біографія
Член ВКП(б).
Перебував на відповідальній партійній роботі.
До січня 1939 року — 1-й секретар Краснозаводського районного комітету КП(б)У міста Харкова.
У січні — червні 1939 року — в.о. 3-го секретаря Кам'янець-Подільського обласного комітету КП(б)У.
З червня по грудень 1939 року — секретар Кам'янець-Подільського обласного комітету КП(б)У з кадрів.
У грудні 1939—1941 роках — 2-й секретар Кам'янець-Подільського обласного комітету КП(б)У.
Подальша доля невідома.

## Нагороди
- медалі[уточнити]